# História da cerveja no Brasil

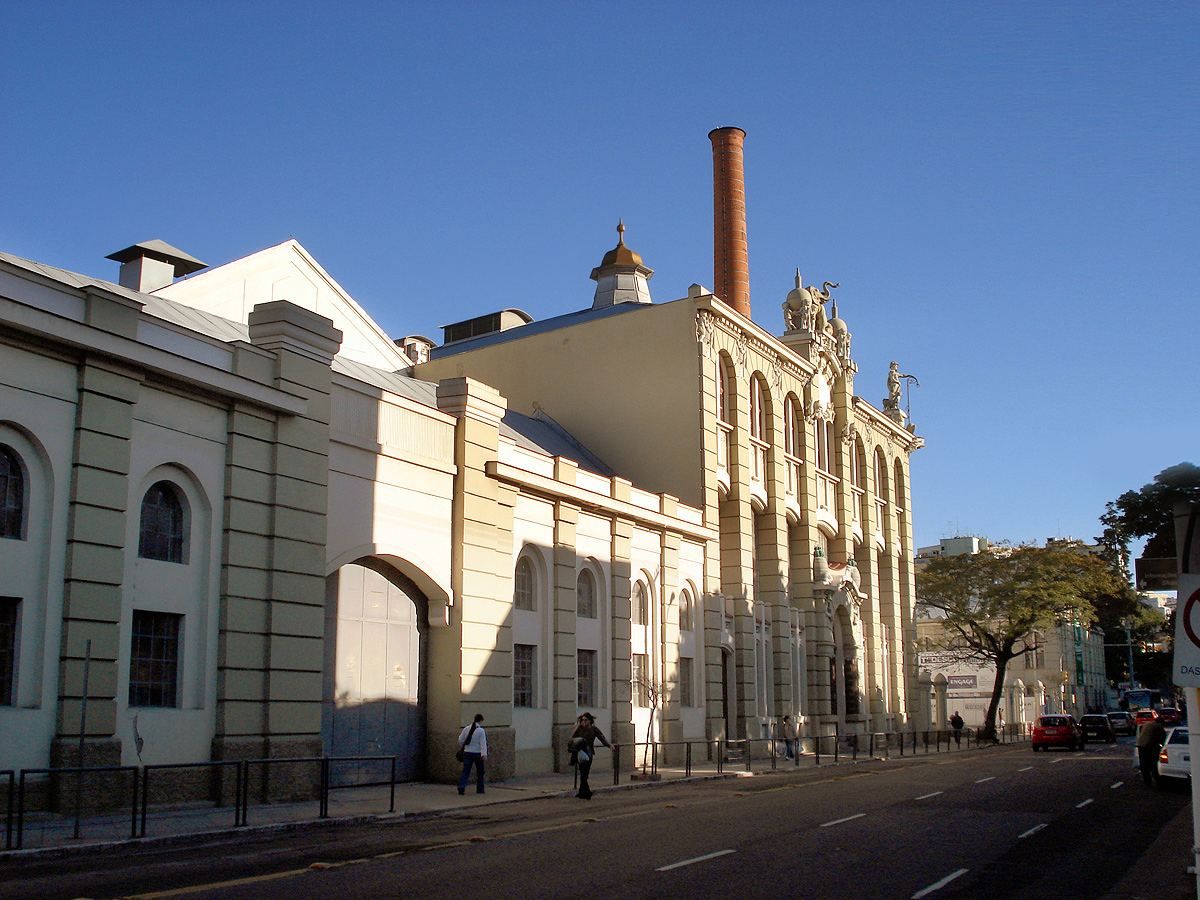
Parte da fachada da antiga Cervejaria Brahma, atual Shopping Total, em Porto Alegre, no Brasil.

A história da cerveja no Brasil teve início na época do Brasil colonial.

## Brasil Colônia
A história das primeiras cervejarias no Brasil começa com a chegada de Maurício de Nassau ao Recife em 1637. Ele veio rodeado de sábios, cientistas, astrônomos, etc.,  principalmente médicos e artistas. Foi um período de prosperidade para a cidade do Recife, que desenvolveu-se rapidamente tornando-se o principal porto da Companhia das Índias Ocidentais no Brasil, tendo também a primeira ponte, o primeiro observatório astronômico e a primeira fábrica de cerveja das Américas. Junto com Nassau veio o cervejeiro Dirck Dicx com uma planta de cervejaria e os componentes para serem montados. A cervejaria foi montada a partir de outubro de 1640 na residência chamada "La Fontaine" que Nassau deixou de utilizar após a construção do parque de Vrijburg.
Nas partes sob domínio português, a bebida demorou a chegar à colônia pois os portugueses temiam perder o filão da venda de seus vinhos. Havia porém contrabando de cerveja nos portos do Rio de Janeiro, de Salvador e de Recife, dando a oportunidade, por exemplo, em 1800, ao inglês Lindley de consumir cerveja em um mosteiro de Salvador e verificasse no local a existência de estoques da bebida, de origem inglesa. Também foram encontradas garrafas de cerveja em inventários de Porto Alegre em 1806.
A ampliação da venda de cerveja ao Brasil ocorreu a partir de 1808, trazida pela família real portuguesa de mudança para o território. Consta que o rei consumia muito a bebida. Logo ao chegar, o rei Dom João decreta a abertura dos portos às nações amigas, abolindo o monopólio comercial luso. Até 1814 a abertura dos portos beneficiava exclusivamente a Inglaterra, que praticamente monopolizava o comércio com o Brasil, fazendo com que a cerveja consumida no Brasil, de qualquer origem, fosse introduzida com exclusividade pela Inglaterra.
A cerveja normalmente era importada em barricas, sendo depois acondicionada em garrafas, para ser distribuída ao consumo, podendo ser adulterada por parte dos taberneiros e intermediários. Havia também importação de cerveja envasada em garrafas lacradas de grés do norte da Europa, para atender as encomendas da elite.

## Brasil império
Até o 2º Reinado, em (1840), os anúncios comerciais nos jornais referiam-se, exclusivamente, à venda de cerveja, nunca à produção. Foi só a partir da década seguinte que as famílias de imigrantes começaram a usar escravos e também a empregar trabalhadores livres para produzir a bebida e vendê-la ao comércio local. Nesse momento, o Rio de Janeiro já tinha uma população de padrão médio formada por militares, oficiais de indústrias, proprietários de pequenas manufaturas, profissionais liberais e funcionários públicos. A cidade já era comparável a outras da Europa Central, e já possuía um mercado consumidor relevante. A venda era feita no balcão e na própria cervejaria (ver propaganda de empresa que atendia a particulares). Convites eram espalhados pelos proprietários em bares próximos e festas eram realizadas dentro das cervejarias. As entregas eram feitas por carroças ao comércio dos bairros próximos e a partir da metade do século XIX, a fabricação de cerveja brasileira começa a tomar vulto com o aparecimento de diversas fábricas.
A primeiras fábricas produziam cerveja sem marca alguma e geralmente vendiam, em barris, para os depósitos (comércio que nem sempre era só de cerveja), onde era vendida de várias formas, às vezes engarrafadas e com rótulos próprios, veja esta propaganda/comunicado. Mas o desenvolvimento cervejeiro não foi só exercido em fábricas. O grande impulso foi sempre executado domesticamente e principalmente pelas mulheres, já que a atividade de fabricação da cerveja era uma atividade tida como "de cozinha". Este produto artesanal não era destinado ao comércio e sim para o consumo das famílias.
A ativa indústria europeia não hesitou em vender seus vidros ao Brasil. Portugueses e brasileiros de recursos consumiram tais importações e inaugurou-se, assim, no Brasil, o hábito de beber cervejas contidas em garrafas de vidro. Passou-se algum tempo até que os brasileiros conhecessem a primeira cervejaria brasileira, fundada em 1834 no Rio de Janeiro. O sucesso desta cervejaria despertou o interesse na produção local de cerveja.
Devido à grande influência comercial que a Inglaterra exercia sobre Portugal nessa época, as cervejas inglesas dominaram o mercado brasileiro até meados do ano de 1870. No final do século, quando a importação voltou a crescer, a preferência passou a ser pela cerveja alemã, que vinha em garrafas e em caixas, ao contrário das inglesas, acondicionadas em barris. A cerveja alemã se contrapunha à inglesa: era clara, límpida, conservava-se melhor e agradava mais ao paladar da época.
Em 1869 havia 13 cervejarias na capital do Império.

## Marca Barbante
"Cerveja Marca Barbante" foi a denominação genérica dada às primeiras cervejas brasileiras que, com sua fabricação rudimentar, tinham um grau tão alto de fermentação que, mesmo depois de engarrafadas, produziam uma enorme quantidade de gás carbônico, criando grande pressão. A rolha era, então, amarrada com barbante para impedir que saltasse da garrafa. Refrescante e de baixo teor alcoólico, a cerveja foi aos poucos conquistando popularidade no Brasil. Era também, conhecida como "cerveja de cordão" na região Nordeste.

## A revolução Lager[5]
O uso do gelo na fabricação da cerveja com a temperatura controlada trouxe a revolução da categoria Lager - ou de baixa fermentação - as cervejas em geral claras, leves e de baixo teor alcoólico que dominam o mercado mundial atualmente.
No Brasil as importações de bebidas desse padrão, trazidas da Alemanha, começaram a desbancar as cervejas tradicionais inglesas desde 1870, eram mais saborosas, consistentes e duráveis que a produção nacional, de alta fermentação como citado anteriormente.
Essa tecnologia foi implantada no Brasil pelo alemão Heirinch Stupakoff, empreendedor, músico e filantropo, chegou ao Brasil em 1882. Em 1891 funda a Heinrich Stupakoff & Cia, os comanditários eram duas pessoas jurídicas e sete pessoas físicas, a maioria associada ao Clube Germânia, o objetivo era a fabricação de cerveja e gelo. No segundo semestre de 1891 avança a construção da Fábrica de Cerveja Bavaria no bairro da Mooca em São Paulo, essa fábrica possivelmente foi a primeira do país a ser projetada e construída exclusivamente para a produção Lager em escala. A fábrica foi inaugurada em 20 de outubro de 1892.
Em reportagem do jornal O Estado de São Paulo de 21 de outubro de 1892, há informações sobre o processo de produção: "No aparelho de esfriar a cerveja, que é também dos mais aperfeiçoados, o líquido entra a oitenta graus de calor e sobe para os depósitos de fermentação com quatro graus apenas" ("Inauguração", O Estado de São Paulo, 1ª p, 21.10.1892).
Em 1904, a Companhia Antarctica Paulista compra a Bavaria e muda sua produção para as instalações dessa. 

## República
O período áureo da cerveja alemã não foi longo, já que em 1896 os impostos de importação foram quadruplicados. Com essas dificuldades, somadas ao desenvolvimento da indústria cervejeira no Brasil, praticamente cessaram as importações no início do século XX.
A disputa entre as grandes e as pequenas cervejarias duraria até finais do século XX, quando começam a despontar as microcervejarias que permitiam a produção de cerveja em pequenas quantidades para consumo no local ou eventual envasamento do excedente para consumo em outros locais.
Em São Paulo foi fundada em 1891 a Companhia Antarctica Paulista.
Ao longo da década de 1890, a Stupakoff & Cia de São Paulo fabricava a cerveja Bavaria, enquanto a Cervejaria Bavaria do Rio de Janeiro fabricava a cerveja Babylonia, independentes se sem vínculos societários. 
Fundada em 1888 no Rio de Janeiro, a Companhia Cervejaria Brahma aumentou sua capacidade de produção em 1897 e construiu uma fábrica de gelo.
Em 1897 Johannis Stupakoff, irmão de Heinrich Stupakoff fundou em Mendes - RJ a Cervejaria Teutonia.

## Pioneiros nos estados
No Rio de Janeiro, a população bebia a cerveja fabricada inicialmente por Carlos Rey & Cia., na Vila Teresa, e depois, também por Augusto Chedel (Luiz Augusto Chedel) e Henrique Leiden. Timóteo Duriez e Pedro Gerhardt também fabricavam cerveja. Importante assinalar que, em 1853, as duas fábricas de Carlos Rey e Chedel produziam seis mil garrafas por mês e a metade da produção era consumida pelos 6 mil habitantes da época. Com o bom andamento dos negócios, em 1858, já existiam 6 fábricas de cerveja barbante (de alta fermentação). Henrique Leiden implantou em 1848 a Fábrica de Cerveja Nacional, fez sucesso, abriu um depósito para facilitar a distribuição do produto. Em 1853 Leiden fundou em Petrópolis a Cervejaria Bohemia, a cervejaria mais antiga do Brasil em atividade. Em 1898, fundou-se a Companhia Bohemia em Lindscheid.
No Rio Grande do Sul, em 1854 na região de São Leopoldo havia seis fábricas de cerveja. Em 1868 a fábrica de Christoffel em Porto Alegre já vendia mais que as cervejas importadas da Inglaterra, da Alemanha e Dinamarca.
Em Minas Gerais, em Juiz de Fora em 1861, o imigrante alemão Sebastian Kunz abriu a primeira cervejaria do estado, a Cervejaria São Pedro.
Em São Paulo, no dia 23 de setembro de 1877, realizou-se a inauguração do jardim do estabelecimento denominado "Stadt Bern" (cidade de Berna), situado à rua São Bento número 73, antigo prédio térreo de seis portas, com caramanchões, jogos de bola, etc.. Por ocasião da inauguração do jardim, a orquestra do antigo Teatro São José executou, entre as escolhidas peças de seu repertório, a nova valsa Lungfrau, sendo a entrada no estabelecimento franca, tanto pela rua de São Bento como pela de São José (atual Líbero Badaró), passando a fazer forte concorrência à Gengibirra e à Caramuru, servindo em seu caramanchão florido a Cerveja Bávara (e não Bavária), então produzida por Heinrich Stupakoff & Cia., custando cada copo 160 réis.
Em 22 de dezembro de 1869, segundo o Diário de Pernambuco, Henri Joseph Leiden, proprietário da grande fábrica de cerveja da Rua do Sebo, foi agraciado como "o Imperador" em referência ao fato dele ter sido o fundador da primeira fábrica de cerveja no Brasil no ano de 1842 e ao grande desenvolvimento que deu a essa indústria tanto na Côrte como em Pernambuco.

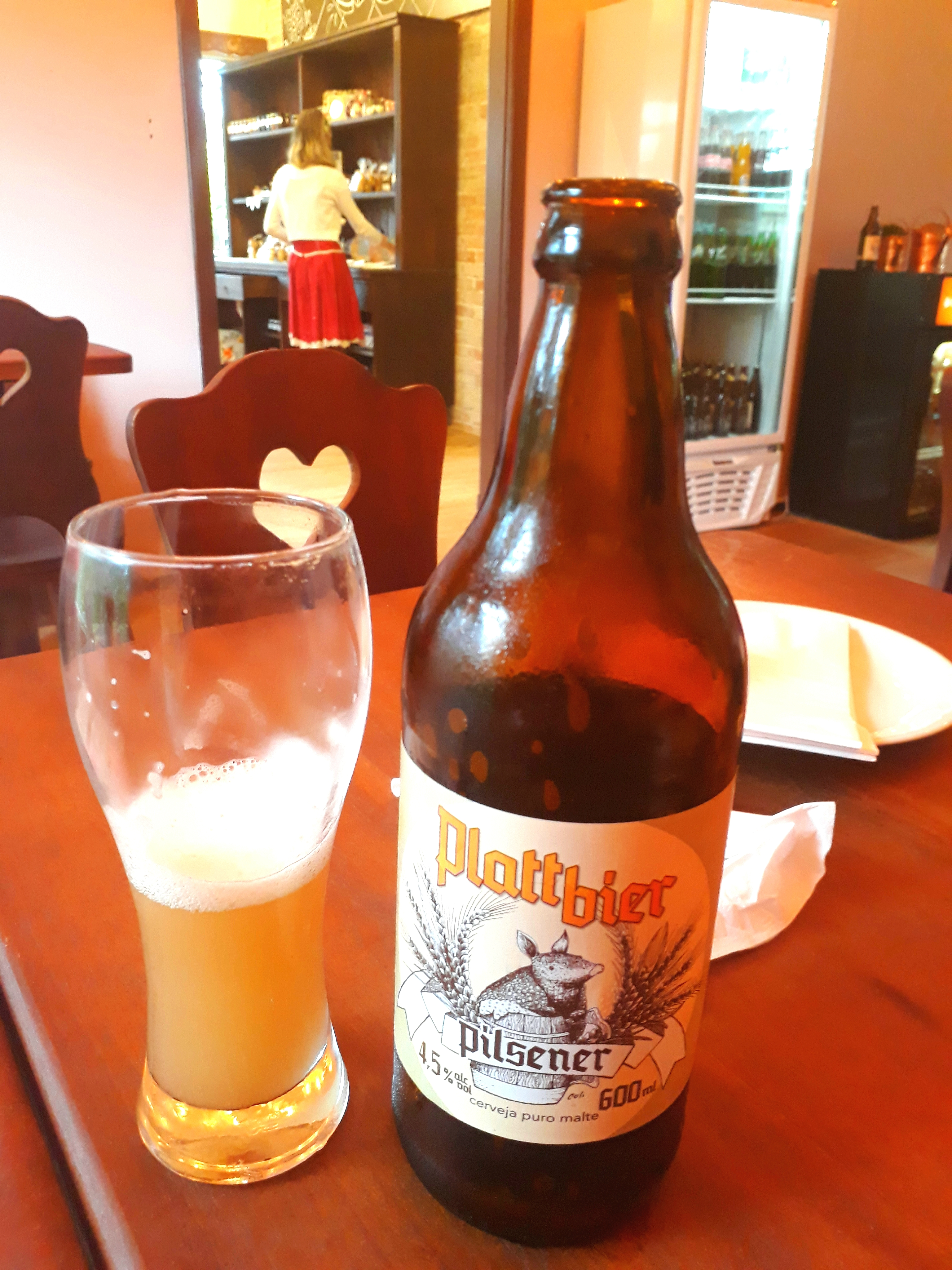
Cerveja produzida na Colônia Witmarsum, em Palmeira, no Paraná.

Em Santa Catarina o desenvolvimento cervejeiro foi impulsionado pelos imigrantes alemães. A evolução ano a ano das indústrias na Colônia Blumenau, mostra que de 1856 a 1860 havia somente uma fábrica de cerveja. Heirinch Hosang chegou ao Brasil sabendo fazer cerveja e fundou em 1860 a Hosang, empresa que produzia uma bebida bastante aceita no mercado. Em 1861 havia duas, de 1862 a 1865 eram três, em 1866 a quantidade duplicou, passando a seis, em 1867 a oito e em 1868 dez fábricas de cerveja. No ano seguinte, 1869, houve um declínio no número de fábricas de cerveja, chegando a não haver nenhuma fábrica e, a partir de 1870, reiniciou-se com uma. No período de 1871 a 1874 havia duas fábricas de cerveja, em 1877 já havia cinco, 1878 e 1879 contavam seis para encerrar a série em 1880 com nove fábricas de cerveja.
No Paraná, Ponta Grossa tornou-se um polo cervejeiro e herdou essa tradição de produzir cerveja dos imigrantes que chegaram no município. Em 1903 o italiano Francisco Gioppo pediu à prefeitura um alvará para abertura da primeira fábrica de cerveja da cidade. Embora essa tenha sido a primeira fábrica, há relatos que o primeiro cervejeiro de Ponta Grossa foi Frederico Lorgues, em 1882. Em 1906 o alemão Heinrich Thielen fundou a Fábrica Adriática de Cervejas, filial da Cervejaria Grossel, iniciando uma longa tradição de fabricação de cervejas na cidade, que vai desde a fabricação artesanal até a produção industrial de empresas multinacionais instaladas. Desde 1990 a cidade promove a Festa Nacional do Chope Escuro, conhecida como Münchenfest.

## Revolução da Cerveja Artesanal
Em Minas Gerais a revolução da cerveja artesanal começou em Juiz de Fora em 1861 com a chegada e dos alemães e retomou em 1998 com a vinda da fábrica alemã da Mercedes-Benz. Hoje no Brasil, vemos acontecer a chamada revolução da cerveja artesanal, que consiste em uma maior educação do público em geral para com a bebida, os muitos estilos e a possível complexidade, assim recusando as cervejas de cervejarias grandes com tendências minimalistas (consiste em transformar a cerveja no mais próximo de água possível utilizando o mínimo de lúpulo e malte, substituindo-os por insumos mais baratos que assim barateiam o produto e prejudicam a qualidade, fazendo com que tais cervejarias incentivem o consumidor a tomar as cervejas a temperaturas muito abaixo do aceitável para o estilo, disfarçando assim seus defeitos claros). Tal movimento torna-se evidente quando se percebe a quantidade de novas garrafas que encontramos no supermercado e que são produzidos no Brasil. Aqueles que aderem a tal movimento recusam-se a tomar cervejas produzidas em massa por grandes conglomerados industriais( cervejas mainstream) preferindo consumir cervejas produzidas artesanalmente como 2cabeças, Taubatexas, Blondine, Bodebrown, Waybeer Candanga, Dum, Júpiter, Landel, Mal, Morada, Naif, Rio Carioca, Seasons, Urbana, entre outras.
No Rio de Janeiro, no ano de 2016, aproveitando o embalo do mercado de cervejas artesanais no Brasil, a cervejaria Rio Carioca se aventura, sendo a primeira cervejaria artesanal do Brasil a veicular um comercial em um canal aberto de televisão.

## Outras bebidas
Até o final da década de 1830, a cachaça era a bebida alcoólica mais popular do Brasil. Além dela, eram importados licores da França e vinhos de Portugal, especialmente para atender à nobreza. Nesse período a cerveja já era produzida, mas num processo caseiro realizado por famílias de imigrantes para o seu próprio consumo. A bebida consumida pela população era a gengibirra, feita de farinha de milho, gengibre, casca de limão e água. Apesar de não ser alcoólica, a gengibirra passa por um processo de fermentação similar ao da cerveja, por isso o nome "gengibirra", que significa cerveja de gengibre (birra - cerveja em italiano). Essa infusão descansava alguns dias, sendo então vendida em garrafas ou canecas ao preço de 80 réis. Era também consumida a Caramuru, feita de milho, gengibre, açúcar mascavo e água, cuja mistura fermentava por uma semana e custava 40 réis o copo. A gengibirra era encontrada em botijas louçadas, que antes eram utilizadas na embalagem da cerveja preta inglesa. Amarradas com barbantes, as rolhas de tais garrafas estouravam quando abriam (daí o nome de "cerveja marca barbante", como seriam chamadas as primeiras cervejas do Brasil).